# Ctenanthe kummeriana
Ctenanthe kummeriana là một loài thực vật có hoa trong họ Marantaceae. Loài này được (E.Morren) Eichler mô tả khoa học đầu tiên năm 1884.